# Maciej Kuchta
Maciej Robert Kuchta (ur. 23 listopada 1992 w Warszawie) – polski tancerz, choreograf, akrobata.

## Życiorys
Swoją przygodę z tańcem rozpoczął już jako dziecko w ZPiT Varsovia w 1998 roku. Po kilku latach zastąpił taniec ludowy tańcem współczesnym – od 2006 roku związany z zespołem Caro Dance, następnie z Teatrem Tańca Caro Dance. Występował w spektaklu „Carmen" wystawianym przez TTCD. Regularnie szkolił się w wielu technikach tanecznych pod okiem choreografów z całego świata, uczęszczał także na treningi akrobatyki. Występował w teledyskach m.in. zespołu Afromental oraz w nagraniach takich programów jak Mam Talent i You Can Dance· Brał udział w programie telewizyjnym You Can Dance 6" na etapie eliminacji w Casablance.
Finalista programu „World of Dance”. Od dłuższego czasu tancerz programu „Twoja twarz brzmi znajomo”. Brał udział w koncercie „Rock Loves Chopin” we Włoszech i w Chinach. Występował w wielu reklamach i teledyskach oraz pracował jako kaskader filmowy.
Jego głównym atutem jest wszechstronność. Potrafi poruszać się w zakresie tańca współczesnego i jazzowego. Szkolił się w hip hopie i wielu formach tańca komercyjnego. Trenował breakdance, potrafi stepować i zna podstawy klasyki oraz kuglarstwa. Jego znakiem rozpoznawczym są imponujące akrobacje i skoki. W tańcu stawia na muzykalność, dynamikę oraz nieszablonowe wykorzystanie rekwizytów i scenografii. Prowadzi warsztaty w całej Polsce.
Na scenie TM ROMA debiutował w 2011 roku w przedstawieniu „Aladyn Jr”. Zobaczyć go można było w Teatrze Studio Buffo w musicalu „Metro”, a także w spektaklach Warszawskiej Opery Kameralnej i Opery Nova w Bydgoszczy. Ukończył Akademię Filmu i Telewizji w Warszawie na kierunku sztuki operatorskiej.
26 listopada 2011 brał udział w premierze musicalu Aladyn JR, gdzie występował jako tancerz oraz 29 września 2012 w premierze musicalu	
Deszczowa piosenka. Oba musicale były przedstawione przez Teatr Muzyczny „Roma”.

## Filmografia

### Taniec
- 2018: RIO - spektakl telewizyjny − Tancerz

### Filmy i seriale

#### Występy gościnne
- 2010: Szpilki na Giewoncie (odc. 9)
- 2016: Bodo − jako tancerz (odc. 12)

### Ewolucje kaskaderskie
- 2016: Powidoki

## Programy TV
- 2014- Twoja twarz brzmi znajomo − tancerz programu
- 2018: World of Dance Polska − uczestnik programu